# Rio Tacaniça
Rio Tacaniça är ett vattendrag i Brasilien.   Det ligger i delstaten Paraná, i den södra delen av landet, 1 100 km söder om huvudstaden Brasília.
I omgivningarna runt Rio Tacaniça växer i huvudsak städsegrön lövskog. Runt Rio Tacaniça är det ganska glesbefolkat, med 42 invånare per kvadratkilometer.